# Vòng loại Cúp bóng đá nữ châu Á
Vòng loại Cúp bóng đá nữ châu Á (tiếng Anh: AFC Women's Asian Cup qualification) là giải đấu bóng đá nữ quốc tế được tổ chức bốn năm một lần bởi Liên đoàn bóng đá châu Á (AFC), cơ quan quản lý môn thể thao này ở châu Á, nhằm xác định các đội tuyển tham dự Cúp bóng đá nữ châu Á. Giải đấu cúp dành cho các đội tuyển bóng đá nữ quốc gia thuộc khu vực châu Á đã được tổ chức từ năm 1975 mà không có vòng loại; cho đến năm 2006, quá trình vòng loại cho giải đấu bắt đầu được triển khai. Trong giai đoạn 2006 đến 2010, vòng loại được diễn ra hai năm một lần theo chu kỳ tổ chức các vòng chung kết, và từ sau năm 2010 trở đi thì vòng loại được tổ chức bốn năm một lần.

## Lịch sử
Từ năm 1975 đến năm 2003, giải đấu này không có vòng loại, tất cả các đội đều được mời tham dự. Năm 2006, cơ cấu tổ chức giải đã có sự cải tổ lớn với việc bổ sung một vòng đấu loại trước vòng chung kết, cho phép tất cả các quốc gia thành viên của AFC được tham dự. Giải đấu cũng thay đổi nhận diện thương hiệu thành "Cúp bóng đá nữ châu Á" (AFC Women's Asian Cup).
Kể từ năm 2006, vòng loại đã có nhiều thay đổi về thể thức. Ở thể thức hiện tại, tổng cộng có mười hai đội lọt vào vòng chung kết bao gồm đội chủ nhà, ba đội đứng đầu của giải đấu lần trước và tám đội giành quyền tham dự thông qua vòng loại.
Bắt đầu từ giải đấu năm 2029, vòng loại Cúp bóng đá nữ châu Á sẽ được tổ chức theo hai vòng, đều thi đấu theo thể thức vòng tròn một lượt tập trung. Sẽ có tất cả mười hai đội được vào vòng chung kết, gồm có đội chủ nhà và mười một đội vượt qua vòng loại thứ hai.
| Giải đấu | Đội lần đầu tham dự | Số đội tham dự vòng loại | Số đội trong vòng chung kết |
| -------- | ------------------- | ------------------------ | --------------------------- |
| 1975     | Hồng Kông*          | —                        | 6                           |
| 1975     | Thái Lan            | —                        | 6                           |
| 1975     | Úc**                | —                        | 6                           |
| 1975     | Singapore           | —                        | 6                           |
| 1975     | New Zealand**       | —                        | 6                           |
| 1975     | Malaysia            | —                        | 6                           |
| 1977     | Indonesia           | —                        | 6                           |
| 1977     | Trung Hoa Dân Quốc* | —                        | 6                           |
| 1977     | Nhật Bản            | —                        | 6                           |
| 1980     | Ấn Độ               | —                        | 6                           |
| 1980     | Tây Úc**            | —                        | 6                           |
| 1981     | Philippines         | —                        | 8                           |
| 1983     | Không               | —                        | 6                           |
| 1986     | Trung Quốc          | —                        | 7                           |
| 1986     | Nepal               | —                        | 7                           |
| 1989     | CHDCND Triều Tiên   | —                        | 8                           |
| 1991     | Hàn Quốc            | —                        | 9                           |
| 1993     | Không               | —                        | 8                           |
| 1995     | Kazakhstan          | —                        | 11                          |
| 1995     | Uzbekistan          | —                        | 11                          |
| 1997     | Guam                | —                        | 11                          |
| 1999     | Việt Nam            | —                        | 15                          |
| 2001     | Không               | —                        | 14                          |
| 2003     | Myanmar             | —                        | 14                          |
| 2006     | Úc                  | 12                       | 9                           |
| 2008     | Không               | 10                       | 8                           |
| 2010     | Không               | 12                       | 8                           |
| 2014     | Jordan*             | 16                       | 8                           |
| 2018     | Không               | 19                       | 8                           |
| 2022     | Iran                | 24                       | 12                          |
| 2026     | Bangladesh          | 34                       | 12                          |

* Chủ nhà

** Thành viên của OFC (Úc bắt đầu tham dự với tư cách là thành viên của AFC vào năm 2006)

## Thống kê
| Chủ nhà                                 | Việt Nam      | Ấn Độ         | Malaysia          | Jordan             | Tajikistan                           | Bahrain            | Jordan        |
| Chủ nhà                                 |               | Iran          | Đài Bắc Trung Hoa | Bangladesh         | Cộng hòa Dân chủ Nhân dân Triều Tiên | Tajikistan         | Thái Lan      |
| Chủ nhà                                 |               | Việt Nam      | Thái Lan          | Bahrain            | Nhà nước Palestine                   | Kyrgyzstan         | Myanmar       |
| Chủ nhà                                 |               | Thái Lan      | Việt Nam          | Nhà nước Palestine | Việt Nam                             | Uzbekistan         | Indonesia     |
| Chủ nhà                                 |               |               |                   |                    |                                      | Nhà nước Palestine | Việt Nam      |
| Chủ nhà                                 |               |               |                   |                    |                                      |                    | Uzbekistan    |
| Chủ nhà                                 |               |               |                   |                    |                                      |                    | Campuchia     |
| Chủ nhà                                 |               |               |                   |                    |                                      |                    | Tajikistan    |
| Giải đấu vòng loại                      | 2006 Chi tiết | 2008 Chi tiết | 2010 Chi tiết     | 2014 Chi tiết      | 2018 Chi tiết                        | 2022 Chi tiết      | 2026 Chi tiết |
| --------------------------------------- | ------------- | ------------- | ----------------- | ------------------ | ------------------------------------ | ------------------ | ------------- |
| Số đội tham dự                          | 12            | 11            | 13                | 16                 | 21                                   | 28                 | 34            |
| Đã thi đấu ít nhất một trận             | 12            | 11            | 12                | 16                 | 19                                   | 24                 | 34            |
| Vượt qua vòng loại mà không cần thi đấu | 5             | 4             | 5                 | 4                  | 3                                    | 4                  | 4             |
| Vượt qua vòng loại thông qua vòng loại  | 4             | 4             | 3                 | 4                  | 5                                    | 8                  | 8             |
| Tổng số đội lọt vào vòng chung kết      | 9             | 8             | 8                 | 8                  | 8                                    | 12                 | 12            |